# Орао (филм из 2011)
Орао (енгл. The Eagle) епски је драмско-историјски филм из 2011. године, редитеља Кевина Макдоналда. Главне улоге глуме Ченинг Тејтум, Џејми Бел и Доналд Садерланд. Џереми Брок је адаптирао филм по историјско-авантуристичком роману Орао Девете Розмари Сатклиф из 1954. године, док сам филм говори причу о младом римском официру који покушава да поврати изгубљену аквилу легије свог оца у Шкотској. Прича се темељи на наводном нестанку Девете шпанске легије у Британији. Историјски гледано, наводни нестанак Девете легије у Северној Британији је предмет дебате.
Филм је направљен у копродукцији између Уједињеног Краљевства и Сједињених Америчких Држава. Објављен је 11. фебруара 2011. у Уједињеном Краљевству и 25. марта 2011. у САД. Филм је добио помешане критике критичара и зарадио је 38 милиона долара у односу на буџет од 25 милиона долара.

## Радња
149. године после Христа, двадесет година након нестанка IX легије у северној Британији, Марко Флавије Аквила (Ченинг Тејтум), млади римски центурион, стиже у римску Британију да служи као командант гарнизона. Марков отац, који је био старији центурион девете легије, нестао је заједно са светим стандардом златног орла, а Марк се нада да ће вратити част својој породици. После неког времена, Маркова будност и одлучност спасавају гарнизон од изненадног напада келтских племена током устанка против римске инвазије, а такође спасавају заробљене легионаре од патроле. Марка се додељује за храброст и часно отпушта због тешке повреде ноге.
Живећи на имању свог ујака (Доналд Сатерленд) у близини Калеве на југу Британије, Марк мора да се помири са чињеницом да је његова војна каријера прекинута и да је име његовог оца још увек прекривено озлоглашеношћу. Након што је случајно чуо да је препознатљив стандард орла виђен на северу Британије, Марк планира да га врати. Упркос упозорењима свог ујака и других Римљана да ниједан Римљанин не може преживети северно од Хадријановог зида, он креће на пут северно у пиктске земље, у пратњи само свог новог роба, Еске (Џејми Бел). Син покојног вође Бриганта, Еска мрзи Рим и његову културу, али себе сматра дужником Марка, који му је спасао живот после неравноправног дуела у локалној гладијаторској арени.
После неколико недеља путовања по северним регионима Британије, Еска и Марк упознају Герна, заправо - Римљанина Луција Каја Метела (Марк Стронг), једног од несталих бораца IX легије, који објашњава да је преживео само захваљујући гостопримство племена Селги. Герн подсећа да су све осим малог броја дезертера једном убили у заседи северна племена, укључујући и Бриганте, а да је заставу са орлом узео извесни „Народ фока“, најзлокобније од свих домородачких племена. Марк и Еска се крећу даље на север све док не наиђу на наоружани одред „људи фока“. Еска себе назива сином вође, који је побегао од римске власти, а Марка проглашава својим робом. Иако је Еска у почетку погрешно схваћен, Марк у правом тренутку јасно даје до знања да су његови поступци били лукав трик и на крају помаже свом господару да пронађе орла. Када су покушали да га однесу, упада их у заседу неколико ратника, укључујући и племенског вођу. У борби која је уследила, Марк и Еска успевају да их убију. Пре смрти, вођа покушава да исприча да је лично убио Марковог оца, који је, по његовим речима, на коленима молио да му спасе живот. Марк не разуме келтски и тражи од Еске да преведе, али Еска одлучује да не открива детаље ове приче. Млади син кнеза племена примећује бегунце, али одлучује да их не одаје: они оседлају коње и беже из села, док сви људи из племена спавају после неког ноћног одмора.
Марк и Еска беже на југ, покушавајући да дођу до Хадријановог зида, ратници из племена се окупљају у велики одред и гоне бегунце. Након неког времена, јунаци морају да оставе коње неподесним за кретање по неравном терену, а Марк, успорен старом раном на колену, наређује Ески да га напусти и врати орла на римску територију, па чак даје слободу и тврдоглави роб. Ослобођена, Еска и даље одбија да напусти свог пријатеља, оставља орла са Марком и креће да тражи помоћ. После неког времена враћа се са преживелим борцима IX легије, када их изненада сустижу „ратници фока“. Герн каже Марку да је видео како Марков отац умире. Он уверава Марка да његов отац није био кукавица и да се борио до краја. Легионари, желећи да се искупе за своју кривицу, поверавају Марку команду и припремају се за одбрану стандарда. Принц једног варварског племена убија свог сина пред легионарима као казну за његову издају. Затим наређује својим ратницима да нападну. Следи битка у којој су сви ратници туљана убијени, као и већина војника IX легије, укључујући Герна. Марк успева да победи принца фока у личном дуелу тако што га удави у реци. Марк високо цени борбену храброст палих легионара, а Герново тело је спаљено на погребној ломачи.
Касније се Марк и Еска, заједно са неколико преживелих легионара, враћају у римске поседе на југу Енглеске, где Марк коначно враћа давно изгубљену аквилу запањеном гувернеру Лондинијума. Гувернер најављује могућу рестаурацију IX легије и нуди Марку команду. У последњој сцени филма, Марк верује Ески да одлучи шта ће следеће урадити.

## Улоге
| Глумац           | Улога                |
| ---------------- | -------------------- |
| Ченинг Тејтум    | Маркус Аквила        |
| Џејми Бел        | Еска                 |
| Доналд Садерланд | Маркусов ујак        |
| Марк Стронг      | Гуерн                |
| Тахар Рахим      | принц                |
| Денис О’Хер      | Сентуријон Луторијус |
| Даглас Хеншол    | Крадок               |
| Пол Ритер        | Галба                |
| Дакин Метјуз     | Легејт Клодијус      |
| Рип Картер       | Трибјун Плакидус     |
| Нед Денехи       | вођа                 |